# ジェニーワイリーステークス
ジェニーワイリーステークス（Jenny Wiley Stakes）は、アメリカ合衆国のキーンランド競馬場にて、毎年4月に開催される競馬の競走である。

## 概要
グレード制ではGIに類される。芝8.5ハロンで施行され、出走条件は4歳以上牝馬。2012年よりGIに昇格された。
2020年は新型コロナウイルスの感染拡大の影響で7月に延期となった。

## 近年の勝ち馬
- 2025年 Choisya
- 2024年 Beaute Cachee
- 2023年 In Italian
- 2022年 Regal Glory
- 2021年 Juliet Foxtrot
- 2020年 Rushing Fall
- 2019年 Rushing Fall
- 2018年 Sistercharlie
- 2017年 Dickinson
- 2016年 Tepin
- 2015年 Ball Dancing [1]
- 2014年 Hard Not To Like[2]
- 2013年 Centre Court
- 2012年 Daisy Devine
- 2011年 Never Retreat
- 2010年 Wasted Tears
- 2009年 Forever Together
- 2008年 Rutherienne
- 2007年 My Typhoon
- 2006年 Wend
- 2005年 Intercontinental
- 2004年 Intercontinental
- 2003年 Sea of Showers
- 2002年 Tates Creek
- 2001年 Penny's Gold
- 2000年 Astra